# グリコシル基
グリコシル基（グリコシルき、glycosyl group）は、糖構造を持つ基の一種である。単糖あるいは低分子量の少糖が置換基となっているもののうち、糖部分のヘミアセタール性ヒドロキシ基を除去して結合位置とした分子の部分構造の場合、グリコシル基と称される。したがってグリコシル基はさまざまな糖の構造を示し一定ではない。
生化学的には酵素反応が介在して生体関連物質にグリコシル基が導入される。すなわちショ糖や乳糖などの少糖生合成やアミロース・グリコゲン・ヒアルロン酸など多糖鎖生合成の場面において特異的なグリコシル基転移酵素（glycosyltransferase、transglycosidase）の作用によりヌクレオシド一リン酸または二リン酸をアグリコンにもった各種配糖体(糖ヌクレオチド)からグリコシル基が転移されるのが通常である。